# Geißmannsdorf
Geißmannsdorf, obersorbisch Dźibrachćicy, ist ein Dorf im Landkreis Bautzen in Sachsen. Gemeinsam mit dem Nachbarort Pickau bildet es den Ortsteil Geißmannsdorf der Stadt Bischofswerda.

## Geographie

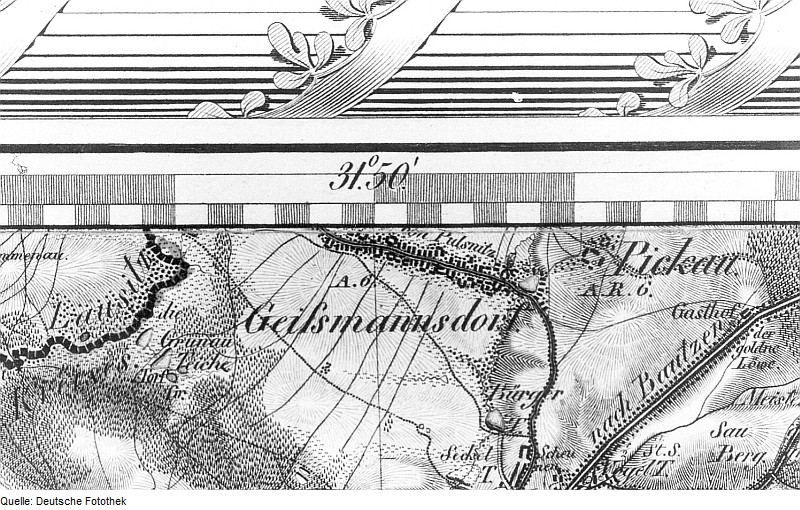
Ausschnitt aus einem Kartenblatt des Oberreit’schen Topographischen Atlas von Sachsen, 1821
Links ist die Grenze zum oberlausitzischen Dorf Rammenau.

Geißmannsdorf liegt etwa zwei Kilometer nordwestlich des Bischofswerdaer Stadtzentrums an der Geißmannsdorfer Straße, die vom östlich benachbarten Pickau kommend westwärts zur Bundesstraße 98 führt. Der ursprünglich als Waldhufendorf angelegte Ort hat seine Form mit beidseitiger Bebauung entlang der Geißmannsdorfer Straße und wenigen Nebenstraßen weitgehend erhalten.
Umliegende Ortschaften sind Rammenau im Nordwesten, Burkau im Norden an der Bundesautobahn 4, Schönbrunn jenseits des Butterbergs im Nordosten, Pickau direkt östlich angrenzend, der Bischofswerdaer Stadtkern im Süden und Goldbach im Südosten.
Am südöstlich des Butterbergs befindlichen Scherflingsberg entspringt im nördlichen Bischofswerdaer Stadtwald der Geißmannsdorfer Bach. Er fließt in südsüdwestlicher Richtung, passiert die Geißmannsdorfer Teiche, quert Geißmannsdorf, passiert die Bürgerteiche und mündet in Bischofswerda in die Wesenitz. Auf früheren Kartenwerken wurde er auch als Hustegraben bezeichnet.

## Geschichte

### Ortsgeschichte
Eine 1924 nördlich der Ortslage am Diebsteig gefundene Spirale aus rundem Bronzedraht wird als Bruchstück einer Scheibenspirale oder einer Fibel gededeutet und der mittleren Bronzezeit (2. Jahrtausend v. Chr.) zugeordnet.
Die urkundliche Ersterwähnung als „Giselbregtisdorf(f)“ erfolgte im oder um das Jahr 1226, als König Ottokar von Böhmen dem Meißner Bischof Bruno einige dem Stift Meißen entfremdete Lehngüter zurückgab. Erst 1241 erfolgte mit der Oberlausitzer Grenzurkunde eine Festlegung der Grenzen zwischen bischöflichen und königlichen Gebieten. Der auf einen Personennamen zurückgehende Ortsname und die Form als Waldhufendorf deuten auf eine deutsche Ortsgründung während der hochmittelalterlichen Ostsiedlung.
Mindestens seit 1439 waren einzelne Mitglieder der Familie von Bolberitz mit Geißmannsdorf belehnt. Im Jahr 1488 belehnte Bischof Johann VI. die Vettern Friedrich und Heinrich von Bolberitz gemeinsam mit Pickau, Geißmannsdorf und der wüsten Mark Teutitz. Die Güter blieben in Familienhand, bis die Vormünder der Erben von Heinrichs verstorbenen Söhnen sie im Jahr 1544 zusammen mit der Meißner Seite von Schönbrunn an den Rat der Stadt Bischofswerda verkauften. Aus dem bischöflich-meißnischen Territorium ging 1559 das kurfürstlich-sächsische Amt Stolpen hervor, das die landesherrliche Verwaltung über Geißmannsdorf fortan hatte, während der Rat der Stadt Bischofswerda weiterhin die Grundherrschaft ausübte. Kirchlich war Geißmannsdorf seit jeher nach Bischofswerda eingepfarrt.
Während des Siebenjährigen Kriegs gab es 1761 österreichische Truppenbewegungen unter General Gideon Ernst von Laudon bei Geißmannsdorf mit dem Ziel, die Straße nach Bautzen (heutige Bundesstraße 6) bei Bischofswerda gegen die preußischen Truppen zu verteidigen. Während des Russlandfeldzugs zogen von März bis Juni 1812 französische Truppen durch Bischofswerda. Nach der napoleonischen Niederlage in Russland und während der aufkommenden Befreiungskriege war die Stadt am 11. und 12. Mai 1813 umkämpft und wurde letztlich von den Franzosen eingenommen; am Abend des zweiten Tags brach der große Stadtbrand aus. Im September 1813 zogen französische Truppen in drei Flügeln durch Bischofswerda, zwischen Bischofswerda und Geißmannsdorf sowie durch Geißmannsdorf nach Osten, um die Schlesische Armee unter Blücher aufzuhalten.
Nach der Ablösung des Lehnswesens in den Jahren 1836/37, bis zu der die Einwohner zu Frondiensten dem Rittergut Pickau gegenüber verpflichtet waren, blühte in Geißmannsdorf die Landwirtschaft auf. Davon zeugen Drei- und Vierseithöfe noch in der Gegenwart. Auf Grundlage der sächsischen Landgemeindeordnung hat sich zum 31. März 1839 die Landgemeinde Geißmannsdorf (mit dem Ortsteil Pickau) gebildet und die Einwohner haben einen Gemeinderat gewählt. Die landesherrliche Verwaltung ging 1856 vom Amt Stolpen auf das neu geschaffene Gerichtsamt Bischofswerda über. Nach der Neustrukturierung der Gerichtsorganisation und Trennung von Verwaltung und Gerichtsbarkeit, kam Geißmannsdorf 1874 zur Amtshauptmannschaft Bautzen (seit 1939 Landkreis Bautzen) und die Gerichtsbarkeit übernahm 1879 das Amtsgericht Bischofswerda.
Nach dem Zweiten Weltkrieg kam Geißmannsdorf bei der Verwaltungsreform von 1952 zum neugebildeten Kreis Bischofswerda im Bezirk Dresden. Zum 1. Januar 1974 erfolgte die Eingemeindung von Geißmannsdorf mit Pickau nach Bischofswerda. 

### Feuerwehr

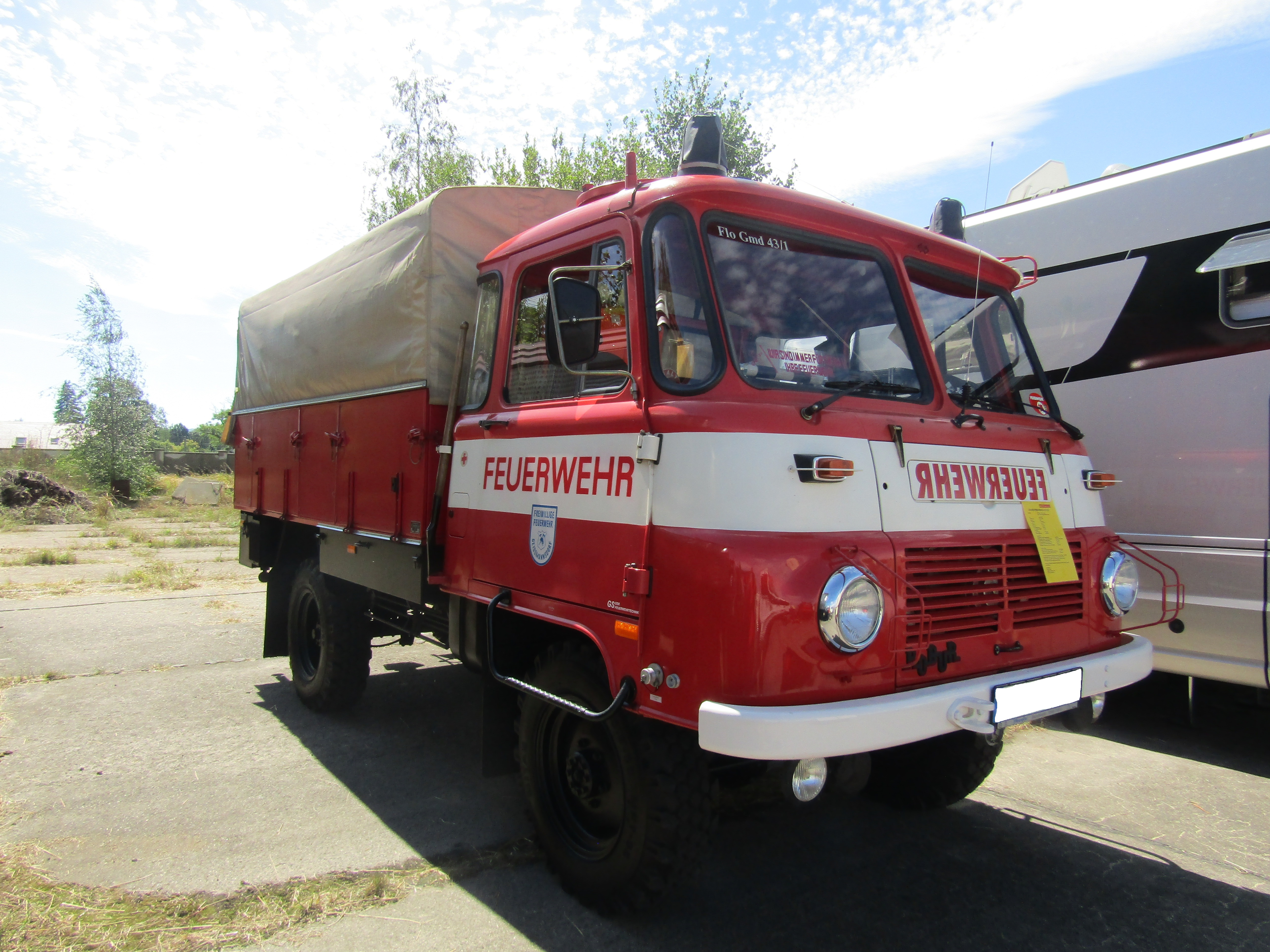
Der frühere Geißmannsdorfer Robur LO 2002 als Oldtimer bei den Bautzener Flugtagen 2023

Am 8. Juli 1940 gründeten 32 Männer aus Geißmannsdorf und Pickau im Erbgericht die Freiwillige Feuerwehr Geißmannsdorf, die damit die bisherige Pflichtfeuerwehr ablöste. Ihnen standen eine Handdruckspritze aus dem 19. Jahrhundert und eine 1925 beschaffte Kraftspritze zur Verfügung. Als weitere Motorspritze wurde bis 1946 eine Tragkraftspritze TS 3 beschafft.
Ein durch Spenden finanzierter Phänomen Granit 27 ist 1959 in Eigenleistungen im Rahmen des Nationalen Aufbauwerks zum Löschfahrzeug (LF 8) umgebaut worden. Zudem wurde das Gerätehaus umgebaut und eine Sirene beschafft. Der Rat des Kreises Bischofswerda stellte 1961 einen Feuerwehranhänger mit voller Bestückung zur Verfügung. Im Sommer 1961 gründeten die Mitglieder eine Pionierlöschgruppe, um junge Brandschutzhelfer als künftige Einsatzkräfte zu gewinnen.
Das im Sommer 1972 übergebene Löschfahrzeug auf Basis eines gebrauchten Robur Garant 30K wurde 1973 um einen Schlauchtransportanhänger (STA) ergänzt. Wegen Platzproblemen ist als Provisorium eine ehemalige LPG-Scheune zum neuen Gerätehaus umgebaut worden. In der zweiten Hälfte der 1980er kam der nächste Generationswechsel mit einem LF 8 auf Robur LO 2002 A. Nachdem in den 1990er Jahren die Ausbildung der Feuerwehrleute an verschiedenen Orten erfolgt war, ließ die Stadt Bischofswerda im Mai 1999 den Grundstein für ein neues Feuerwehr- und Vereinsgebäude legen, das zum 60. Gründungsjubiläum am 8. Mai 2000 eingeweiht wurde. Es bildet das kulturelle Zentrum des Orts und ersetzt die bisherigen Provisorien. Den Robur LO löste 2011 ein neues Löschgruppenfahrzeug LF 10/6 auf Mercedes-Benz Atego ab.

### Bevölkerungsentwicklung
| Jahr | Einwohner |
| ---- | --------- |
| 1834 | 348       |
| 1871 | 362       |
| 1890 | 425       |
| 1910 | 579       |
| 1925 | 534       |
| 1939 | 519       |
| 1946 | 587       |
| 1950 | 579       |
| 1964 | 527       |
| 2022 | 320       |

Im Jahr 1562 lebten 32 besessene Mann in Geißmannsdorf, zwei Jahrhunderte später waren es 21 besessene Mann, 13 Gärtner und 19 Häusler.
Im Rahmen der Volkszählung durch den Deutschen Zollverein 1834 sind in Geißmannsdorf 348 Einwohner ermittelt worden. Lag die Zahl bei der Reichsgründung mit 362 nur unwesentlich höher, setzte danach ein Bevölkerungswachstum ein und die Gemeinde vergrößerte sich in den folgenden vier Jahrzehnten bis 1910 um 60 % auf 579 Einwohner. Bis zum Ausbruch des Zweiten Weltkriegs ist ein Bevölkerungsrückgang auf 519 Einwohner festzustellen. Nach Kriegsende war die Zahl durch Flüchtlinge und Vertriebene erneut nahe 600. Bis zur Eingemeindung 1974 fiel diese Zahl wieder auf etwa 500.
Im Jahr 2022 hatte der Ort Geißmannsdorf 320 Einwohner mit leicht positiver Tendenz.
Die Einwohnerschaft ist überwiegend evangelisch geprägt; 1925 bekannten sich 527 der 534 Einwohner (98,7 %) zur evangelisch-lutherischen Konfession. Durch gesellschaftliche Umbrüche, vor allem zu Zeiten der DDR, ist die tatsächliche Kirchenmitgliedschaft inzwischen deutlich geringer.

### Ortsname
Der Ortsname, um 1226 als „Giselbregtisdorf“ urkundlich erwähnt, geht auf einen Personennamen Giselbrecht zurück und bedeutet dementsprechend ‘Siedlung eines Giselbrecht’. Das Mittelglied des Namens wurde fortschreitend geschwächt (1373 „Gyselbrechtsdorf“, 1411 „Gysselsdorf“) und durch -mann ersetzt (1464 „Gysmannsdorff“). Kurzzeitig verschwand es ganz und es kam zur Eindeutung des Tiernamens Geiß (1517 „Geysamsdorff“, 1559 „Geißdorff“, 1588 „Geismansdorff“, 1768 „Geißmannsdorf“).
Als obersorbischer Name wird 1886 durch Arnošt Muka und 1920 durch Filip Rězak jeweils Dźibrachćicy genannt.

## Bauwerke
In Geißmannsdorf sind aus dem 18. und 19. Jahrhundert mehrere Bauernhöfe oder Teile davon als Kulturdenkmale geschützt, so beispielsweise das Wohnstallhaus Geißmannsdorfer Straße 46, das Wohnhaus Geißmannsdorfer Straße 66 mit Umgebindeanteil und verbrettertem Fachwerkobergeschoss und das Wohnstallhaus mit angebauter Scheune Geißmannsdorfer Straße 74, ebenfalls mit verbrettertem Fachwerkobergeschoss.
Weitere Kulturdenkmäler sind das ehemalige Erblehngericht mit Saalanbau und davor stehender Linde, die alte Schule, ein Spritzenhäuschen aus dem 19. Jahrhundert und das Denkmal für die Gefallenen des Ersten Weltkrieges.

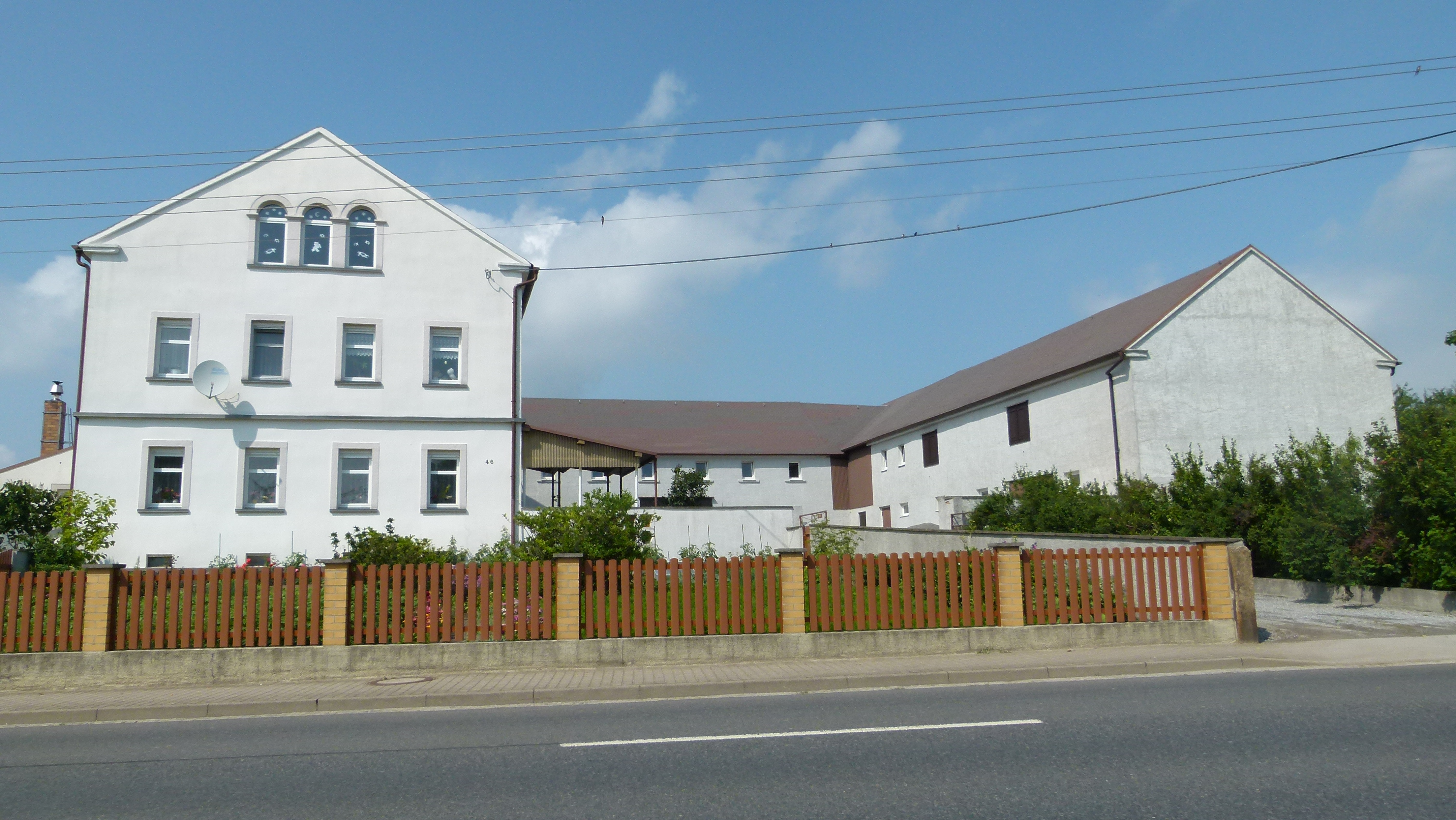
Geißmannsdorfer Straße 46
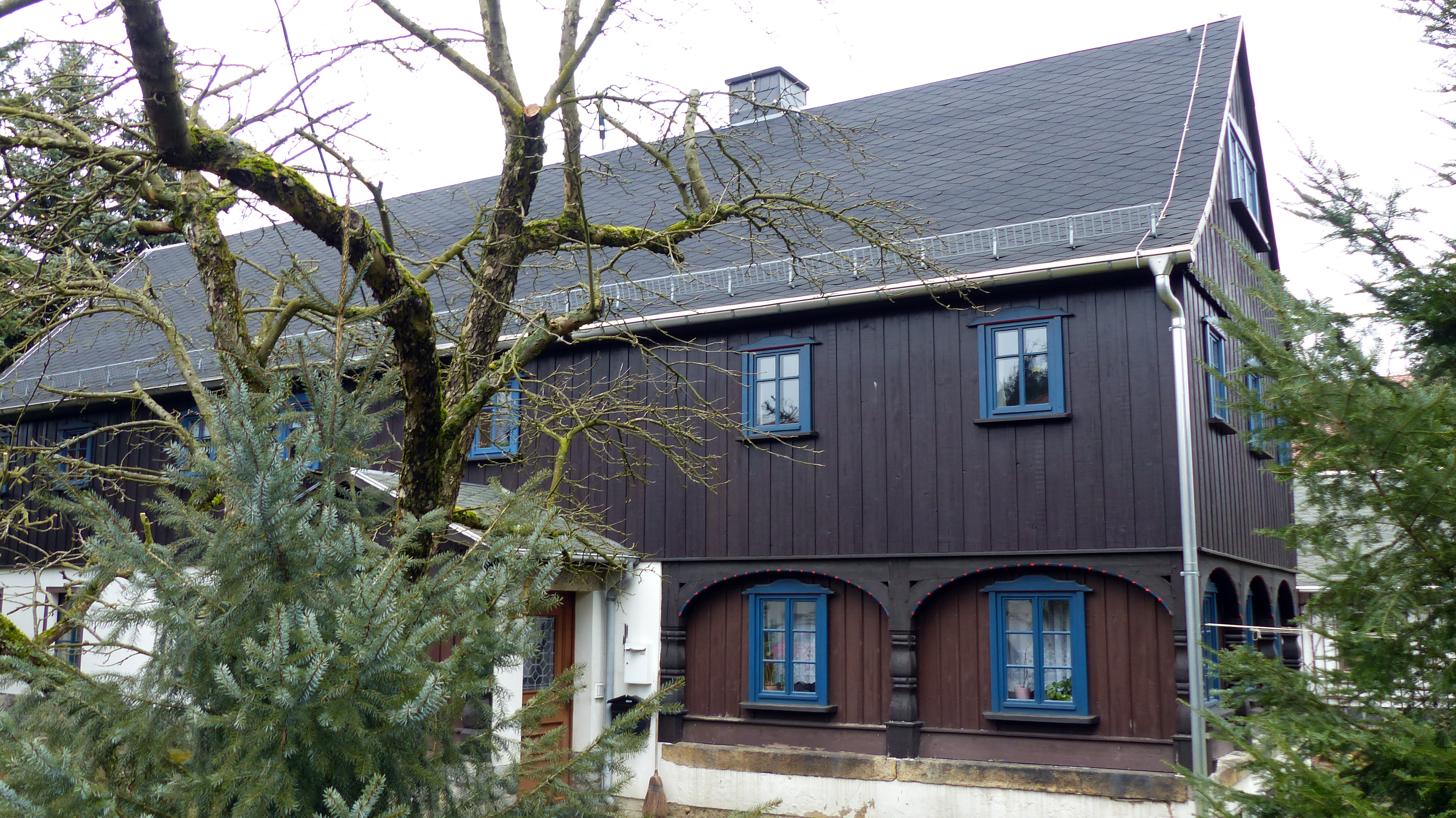
Geißmannsdorfer Straße 66
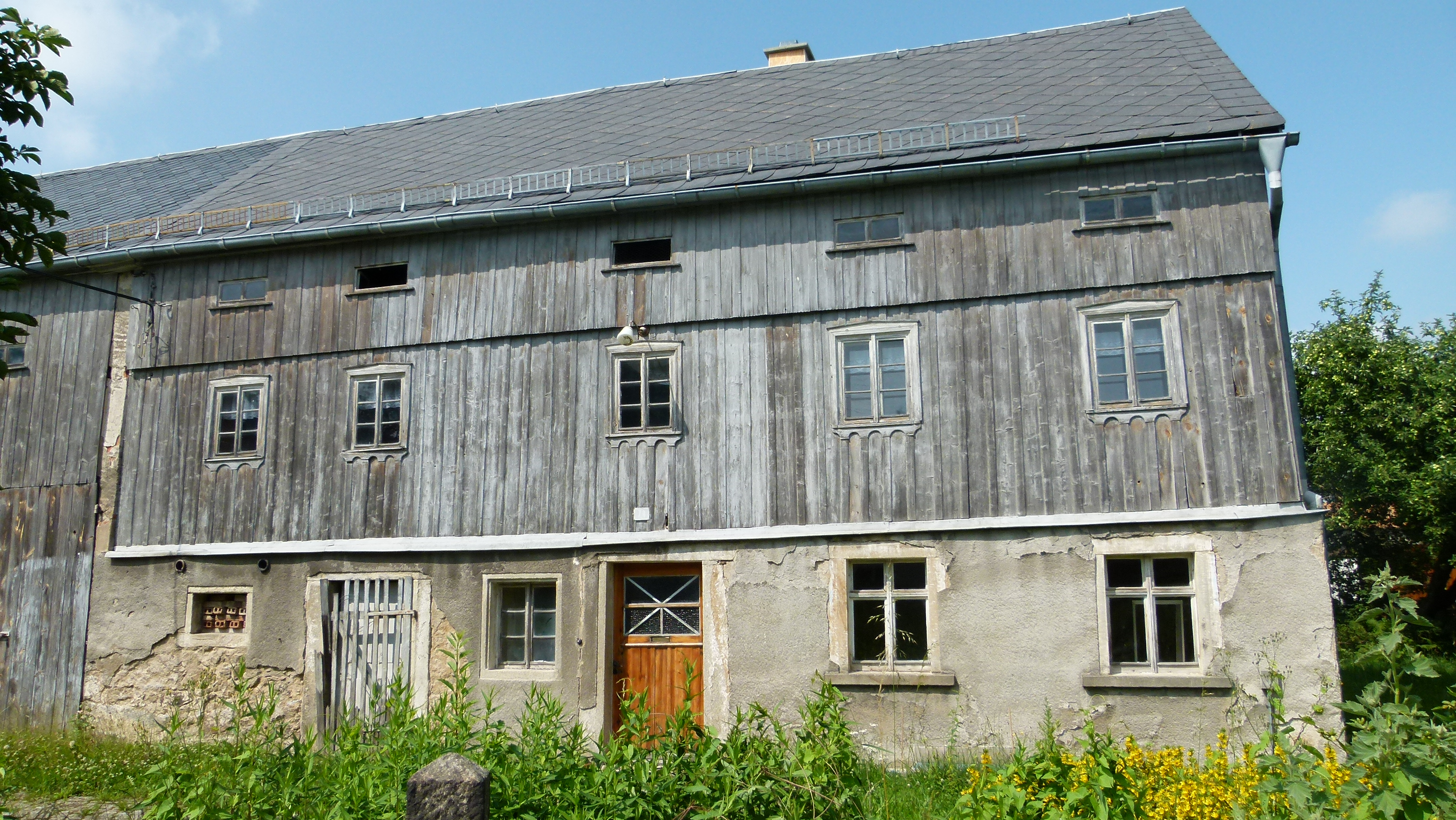
Geißmannsdorfer Straße 74
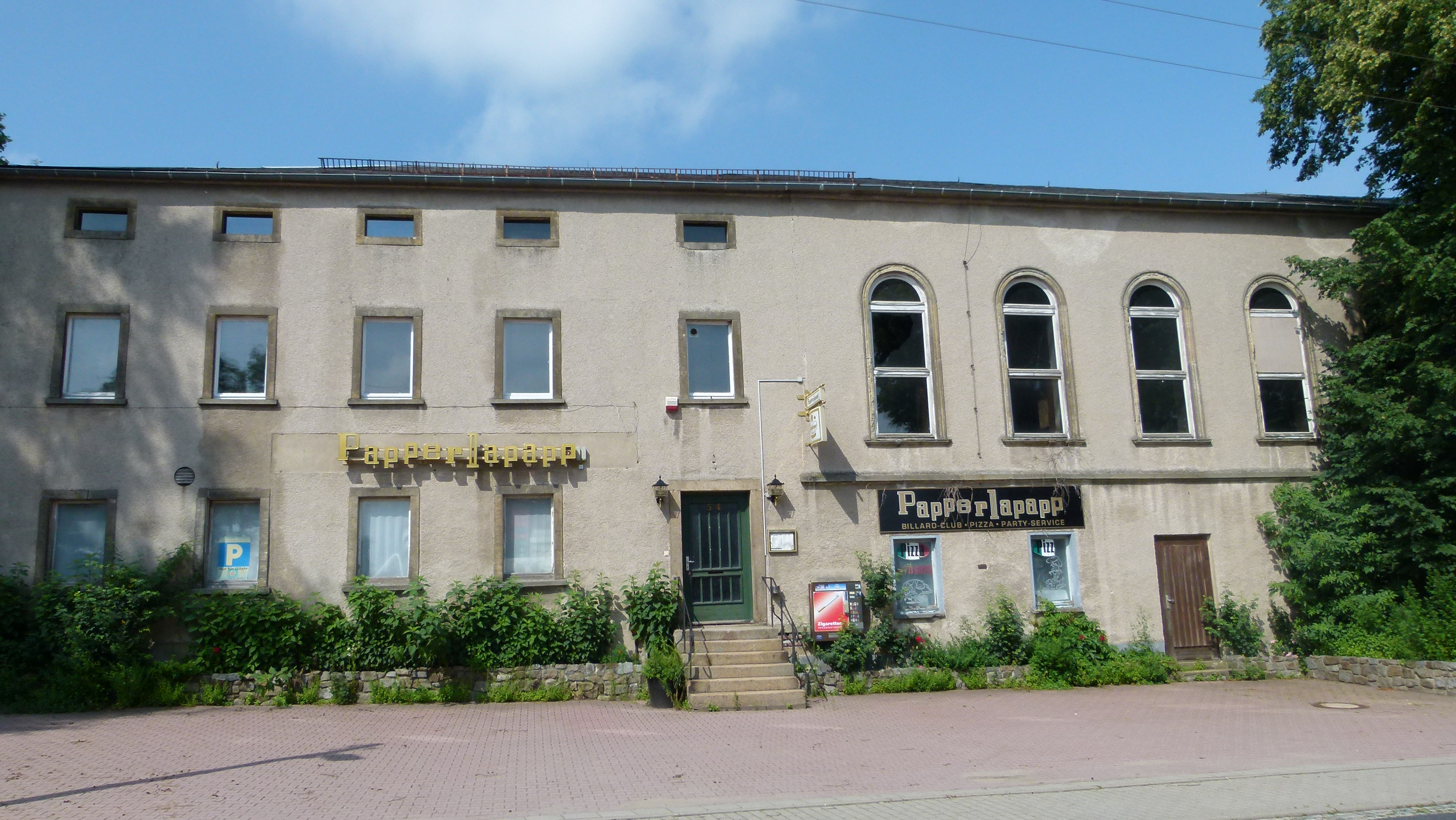
Ehemaliges Erblehngericht
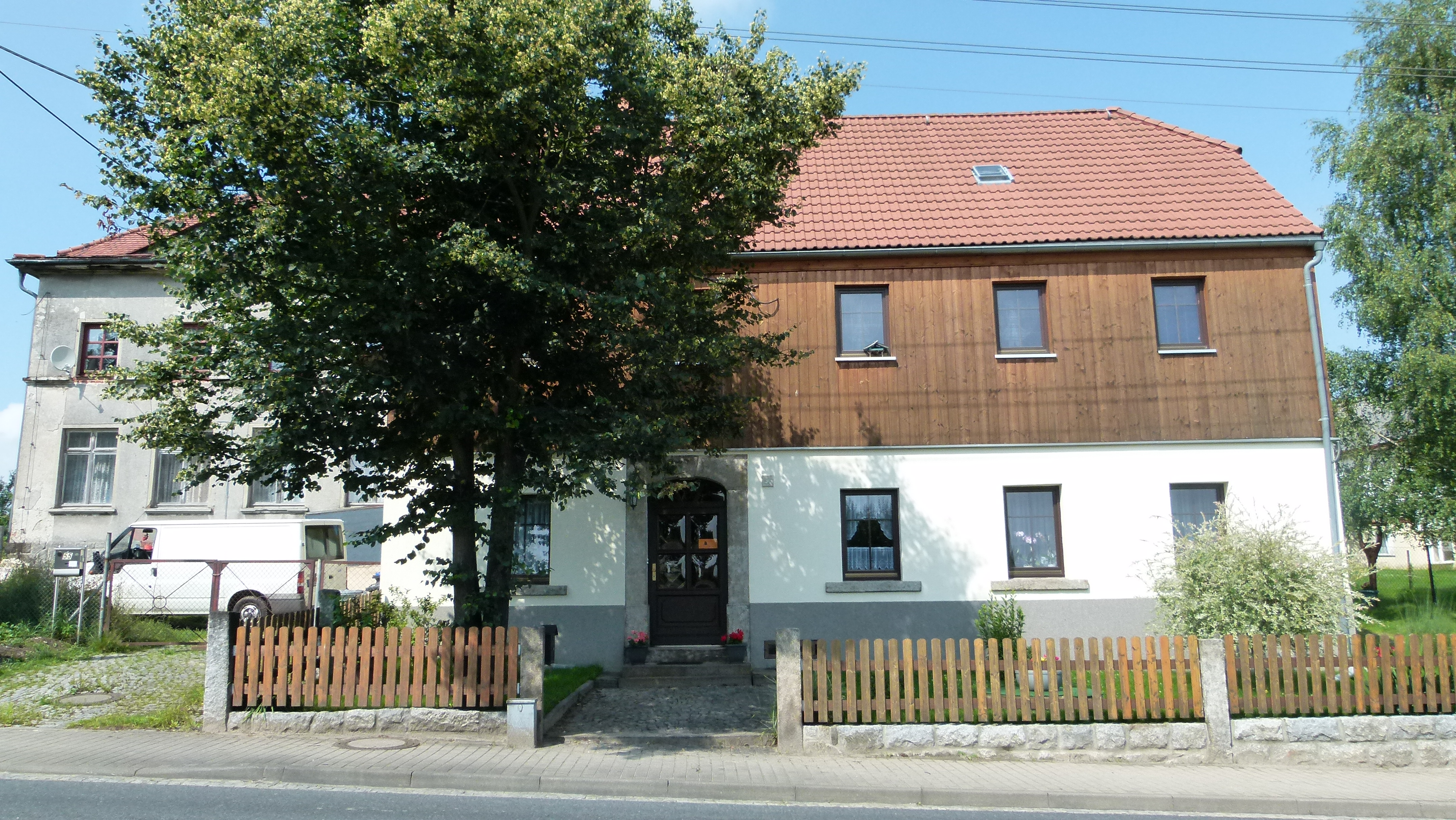
Alte Schule, inzwischen Wohnhaus
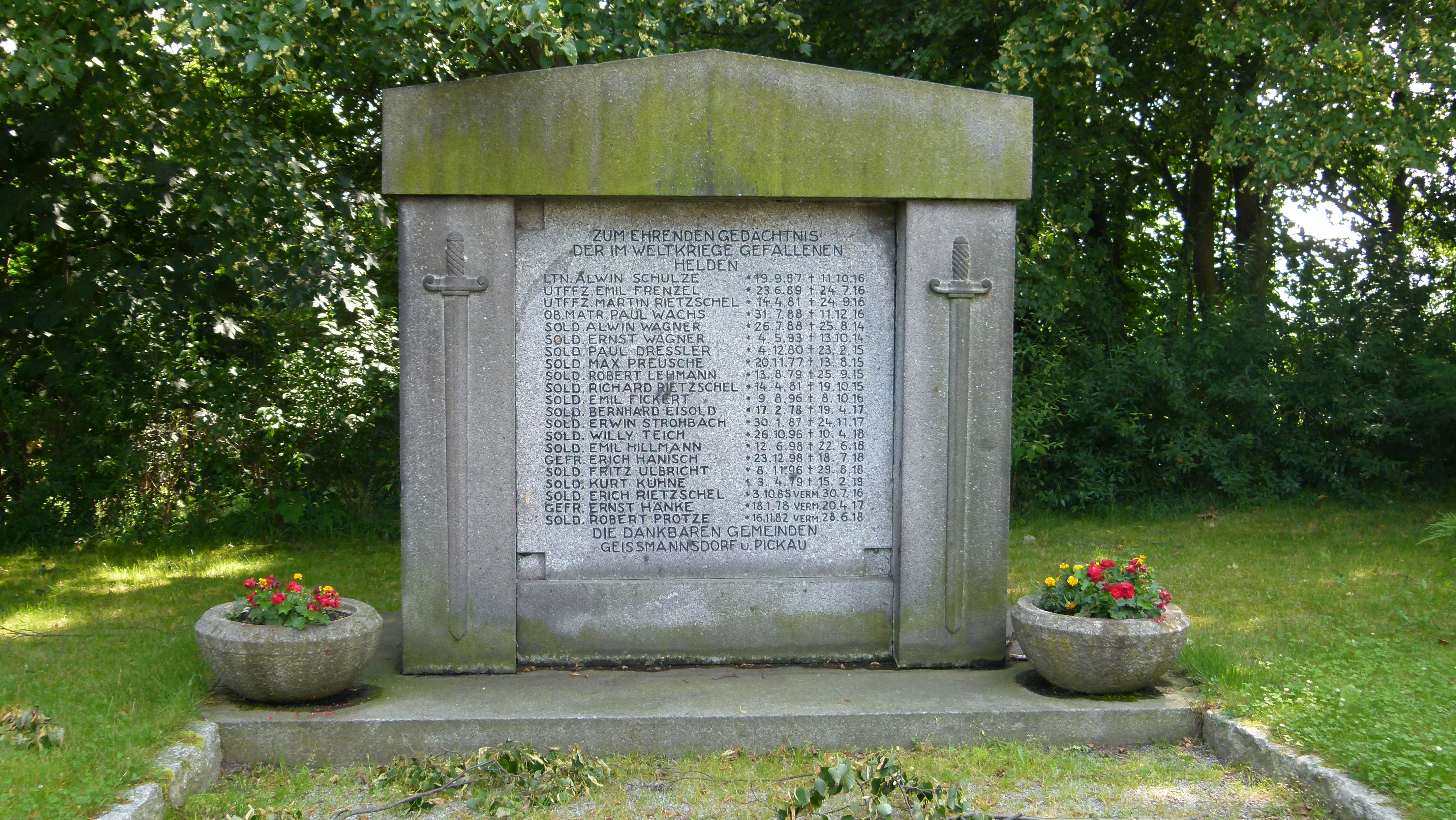
Weltkriegsdenkmal

## Persönlichkeiten
An den in Geißmannsdorf geborenen Maler Ernst Wilhelm Rietschel (1824–1860) erinnert seit 2013 ein Gedenkstein im Garten seines Geburtshauses. Er studierte in Dresden und spezialisierte sich dann auf Porträts, schuf auf Reisen zu den Metropolen des Mittelmeerraums auch Landschaftsmalereien. Er war später in München tätig, wo er jung starb. Im Münchner Stadtteil Solln ist die Rietschelstraße nach ihm benannt. Er ist nicht zu verwechseln mit dem in Sachsen bekannteren, aus Pulsnitz stammenden und in Dresden tätigen Bildhauer Ernst (Friedrich August) Rietschel (1804–1861).